# فرودگاه کمبرای-نیرگنیس
فرودگاه کمبرای-نیرگنیس (به انگلیسی: Cambrai-Niergnies Airport) (به زبان بومی: Aerodrome de Cambrai-Niergnies) یک فرودگاه است که یک باند فرود آسفالت دارد و طول باند آن ۹۰۰ متر است. این فرودگاه در شهر کمبره کشور فرانسه قرار دارد و در ارتفاع ۹۵ متری از سطح دریا واقع شده‌است.